# 白色情人節
白色情人節（日语：ホワイトデー）源於日本，訂於每年3月14日。在日本，通常欲告白的女方會在情人節（2月14日）的時候送禮給心儀的對象，而收到禮物的一方，則會在3月14日回禮並告訴女方自己的心意。南韓、台灣及香港、澳門、越南、泰國、菲律賓等地因商業行銷而流行。

## 歷史
最早誕生於1977年，由日本福岡市博多區的菓子（甜點）製造商「石村萬盛堂」所發起。早於1905年創業的「石村萬盛堂」，以一種由蛋黃做的日本傳統甜點「雞卵素麵」起家。由於每次做雞卵素麵時都剩下大量蛋白，石村先生靈機一觸，遂引入國外的棉花糖生產技術製成軟心棉花糖「鶴乃子」，成為當時福岡的潮流甜點。1977年，第三代傳人石村僐悟接棒，為再度刺激銷售，他便想到以「3月14日，是情人節後向愛人回禮的日子」來推銷雪白的鶴乃子，以鼓吹收到心意的一方應該要回禮給對方，作為促銷糖果的手段，節日最早稱為「糖果贈送日」（日语：キャンデーを贈る日）。自1980年起，因為糖果所使用的砂糖是白色，所以改稱為「白色情人節」。
不久後，巧克力製造商發現他們也可以在這個節日中獲利，因此也開始促銷白色的巧克力。現在，在這一天要回禮時，除了糖果與白巧克力之外，還包括其他各種禮品。
根據日本全国飴菓子工業協同組合的解說，“白色情人節”定在3月14日的原因是由於公元3世纪時，羅馬帝國皇帝克勞狄二世因為外敵入侵和軍閥割據，宣佈廢棄所有婚約，下令全帝國境內的男子都要從軍。一名叫華倫泰（Sanctus Valentinus）的神父沒有遵照這個旨意，而繼續為相戀的男女舉行婚禮。事情被告發後，剛幫一對戀人証完婚的華倫泰神父被逮捕，戀人們逃過一劫，公元270年2月14日華倫泰被處決。而在一個月後的3月14日，這對獲救的戀人宣誓，他們的戀情將至死不渝，為纪念這天於是另定為白色情人節。華倫泰被處死雖然確實是情人節起源的傳說，但一個月後的3月14日宣誓則完全沒有歷史根據。

## 相關項目
- 情人節：2月14日
- 圓周率日：3月14日
- 單身節
- 本命巧克力
- 義理巧克力

## 外部連結
- 【日本小百科】白色情人節| MATCHA - 日本線上旅遊觀光雜誌 （页面存档备份，存于）